# Mozolivka, Pidhaiți
Mozolivka (în ucraineană Мозолівка) este o comună în raionul Pidhaiți, regiunea Ternopil, Ucraina, formată numai din satul de reședință.

## Demografie
Componența lingvistică a comunei Mozolivka
     Ucraineană (100%)
Conform recensământului din 2001, toată populația comunei Mozolivka era vorbitoare de ucraineană (100%).